# Gyrinini
Gyrinini là một tông bọ cánh cứng trong họ Gyrinidae. Tông này được miêu tả khoa học năm 1810 bởi Pierre André Latreille.

## Phân tông và chi
Tông này gồm các phân tông và chi:
- Gyrinina Latreille, 1810
  - Anagyrinus Handlirsch, 1906
  - Aulonogyrus Motschulsky, 1853
  - Gyrinoides Motschulsky, 1856
  - Gyrinopsis Handlirsch, 1906
  - Gyrinulopsis Handlirsch, 1906
  - Gyrinus Müller, 1764
  - Metagyrinus Brinck, 1955
- Heterogyrina Brinck, 1956
  - Heterogyrus Legros, 1953